# 金沢市立犀川小学校
金沢市立犀川小学校（かなざわしりつ さいがわしょうがっこう、英語: Kanazawa Municipal Saigawa Elementary School）は、石川県金沢市末町に所在する公立小学校。

## 沿革
《主要な出典：》
- 1873年（明治06年）5月 - 字大平沢の民家を借りて大平沢校を開校。
- 1874年（明治07年）6月 - 字末の民家を借り受け末・下辰巳両字の児童を就学開校。
- 1875年（明治08年）
  - 5月 - 字駒帰の民家を借りて駒帰校を開校。
  - 7月 - 字下鴛原に校舎を建て鴛原校を開校。
- 1877年（明治10年）5月 - 字二又の民家を借りて二又校を開校。
- 1878年（明治11年）5月 - 字樫見に校舎を建てて樫見校を開校。
- 1885年（明治18年）12月 - 下辰巳に中初等学校と指定、校舎を新築。
- 1887年（明治20年）4月 - 簡易科小学校[注釈 2]に改定。
- 1892年（明治25年）4月 - 犀川村立下辰巳尋常小学校となる。
- 1911年（明治44年）4月 - 犀川尋常小学校と改称[4]。駒帰（）尋常小学校を同校の分教所とする（駒帰分教所と改称）。
- 1920年（大正9年）4月1日 - 高等科を附設して犀川尋常高等小学校と改称。
- 1941年（昭和16年）4月1日 - 国民学校令施行により犀川国民学校と改称。
- 1947年（昭和22年）4月1日 - 学校教育法施行により犀川村立犀川小学校と改称。
- 1954年（昭和29年）7月1日 - 犀川村の金沢市編入に伴い、金沢市立犀川小学校となる。
- 1968年（昭和43年）
  - 3月10日 - 犀川小中学校駒帰分校校舎が火災により全焼[5][6]。
  - 4月1日[7] - 駒帰分校が分離独立して金沢市立駒帰小学校となる[注釈 3]。
  - 9月12日 - 駒帰小学校新校舎完成[6]。
- 1971年（昭和46年）6月 - 国見分校一時閉鎖。
- 1972年（昭和47年）4月 - 樫見分校一時閉鎖。
- 1974年（昭和49年）11月 - 創立100周年[注釈 1]記念式挙行。
- 1977年（昭和52年）4月 - 犀川小学校で学校給食実施[7]。
- 1979年（昭和54年）9月 - 大平沢分校一時閉鎖。
- 1981年（昭和56年）3月 - 鴛原分校校舎改築落成。
- 1982年（昭和57年）1月 - 国見分校、樫見分校、大平沢分校廃校。
- 1983年（昭和58年）7月3日 - 犀川小中学校校舎落成式を挙行[7]。
- 1988年（昭和63年）4月 - 鴛原分校廃校[注釈 4]。
- 1994年（平成06年）10月 - 創立120周年[注釈 1]記念式挙行。
- 1998年（平成10年）4月1日	- 金沢市立駒帰小学校と統合（駒帰小学校閉鎖）。スクールバス運行開始。
- 2014年（平成26年）10月21日 - 創立140周年[注釈 1]記念式典を挙行[9][10]。
- 2019年（平成31年）4月1日 - 金沢市立東浅川小学校と統合。同日、東浅川小学校を廃止[11]。

## 進学先中学校
- 金沢市立犀生中学校[12]